# شب گرم تابستان
«شب گرم تابستان» (انگلیسی: Hot Summer Night) یک فیلم درام جنایی به کارگردانی «دیوید فریدکین» است که در سال ۱۹۵۷ منتشر شد.

## خلاصه داستان
یک خبرنگار در حین گذراندن ماه‌عسل خود، دست به کاری خطیر می‌زند و تصمیم می‌گیرد مصاحبه‌ای با یک سارق بانک انجام دهد.

## بازیگران
- لسلی نیلسن
- ادوارد اندروز
- کلود ایکینز
- جیمز بست
- کالین میلر
- جی فلیپن
- پل ریچاردز
- رابرت ویلک
- ماریان استوارد